# アレルギーの日
アレルギーの日（アレルギーのひ）とは、1995年（平成7年）に財団法人日本アレルギー協会により制定された記念日。
1966年（昭和41年）2月20日に石坂公成、石坂照子がIgE（免疫グロブリン）を発見したことに因み毎年2月20日とされている。
日本アレルギー協会では、アレルギーの日の中心とした1週間をアレルギー週間と定め、この期間を中心にアレルギーに関する各種啓発活動を行っている。